# The Impressions
The Impressions är en amerikansk soulgrupp bildad i Chicago, Illinois 1958. I gruppens musik ingår även element av gospel och under deras tidiga år doo-wop.

## Historia
Den första uppsättningen av gruppen bestod av Sam Gooden, och bröderna Richard och Arthur Brooks. De gick först under namnet The Roosters. Jerry Butler och gitarristen Curtis Mayfield tillkom sedan och gruppen bytte namn till The Impressions. De fick sin första hitsingel i USA med låten "For Your Precious Love".
Jerry Butler lämnade dock gruppen och Curtis Mayfield kom att ta över som frontfigur. Samtidigt blev Fred Cash ny medlem i gruppen. Gruppen fick nytt skivkontrakt hos ABC-Paramount Records 1961 och fick genast en hit med "Gypsy Woman". Den skrevs av Mayfield som framöver kom att skriva många av gruppens större hitsinglar. 1962 lämnade dock bröderna Brooks gruppen och Mayfield, Gooden och Cash fortsatte som trio. De fick en stor hit 1963 med låten "It's All Right". Året därpå släpptes en av gruppens kändaste låtar "Keep on Pushing" där Mayfield nu började skriva texter med politiska budskap. Låten var en kampsång för afroamerikaner i USA och blev viktig för medborgarrättsrörelsen. Gruppen hade flera ytterligare hitsinglar samma år, och året därpå släpptes "People Get Ready" som blev en stor hit, och som många artister har spelat in coverversioner av.
Efter ytterligare framgångsrika singlar som "Fool for You", "We're a Winner" (båda 1968), "Choice of Colors" (1969), och "Check Out Your Mind" (1970) lämnade slutligen Mayfield gruppen för att påbörja en solokarriär. Han ersattes av Leroy Hutson som dock lämnade gruppen 1973. De var fortsatt aktiva under 1970-talet och 1980-talet med många medlemsbyten, men uppträder fortfarande. på 2000-talet med Fred Cash, Sam Gooden och Reggie Torian. De blev invalda i Rock and Roll Hall of Fame 1991. De blev även invalda i Vocal Group Hall of Fame 2003. Reggie Torian (född Reginald Torian) dog av en hjärtattack 4 maj 2016 vid en ålder av 65 år

## Medlemmar
Nuvarande medlemmar
- Sam Gooden (1958-idag)
- Fred Cash (1960-idag)

Tidigare medlemmar
- Jerry Butler (1958-1960)
- Curtis Mayfield (1958-1970)
- Arthur Brooks (1958-1962)
- Richard Brooks (1958-1962)
- Leroy Hutson (1970-1973)
- Ralph Johnson (1973-1976; 1983-2000)
- Vandy Hampton (1983-2003)
- Nate Evans (1976-1979)
- Gary Underwood (1992-2001)
- Willie Kitchens Jr. (2000-2001)
- Reggie Torian (1973-1983; 2001-2016)
- Fred Dave

## Diskografi
Studioalbum
- 1961 – Amen [3]
- 1963 – For Your Precious Love... (som "The Impressions with Jerry Butler")
- 1963 – The Impressions
- 1964 – The Never Ending Impressions
- 1964 – Keep on Pushing
- 1965 – The Impressions With Jerry Butler And Betty Everett (med Betty Everett)
- 1965 – People Get Ready
- 1965 – One by One
- 1966 – Ridin' High
- 1967 – The Fabulous Impressions
- 1968 – We're a Winner
- 1968 – This Is My Country
- 1969 – The Versatile Impressions
- 1969 – The Young Mods' Forgotten Story
- 1970 – Check out Your Mind!
- 1972 – Times Have Changed
- 1973 – Preacher Man
- 1974 – Finally Got Myself Together
- 1975 – First Impressions
- 1975 – Sooner or Later
- 1976 – Loving Power
- 1976 – It's About Time
- 1979 – Come to My Party
- 1981 – Fan the Fire

Singlar (urval)
- 1958 - For Your Precious Love / Sweet Was The Wine  (som "Jerry Butler & The Impressions") (US R&B #3)
- 1961 - Gypsy Woman / As Long As You Love Me (US R&B #2)
- 1963 - It's Allright / You'll Want Me Back (US #4, US R&B #1)
- 1964 - Amen / Long, Long Winter (US #7)
- 1965 - People Get Ready / I've Been Trying (US R&B #3)
- 1965 - Woman's Got Soul / Get Up And Move (US R&B #9)
- 1967 - We're a Winner / It's All Over (US R&B #1)
- 1968 - Fool for You / I'm Loving Nothing (US R&B #3)
- 1968 - I Loved and I Lost / Up Up And Away (US R&B #9	)
- 1968 - This Is My Country / My Woman's Love (US R&B #8)
- 1969 - Choice of Colors / Mighty Mighty Spade & Whitey (US R&B #1)
- 1969 - Say You Love Me / You'll Be Always Mine (US R&B #10)
- 1970 - Check Out Your Mind / Can't You See (US R&B #3)
- 1970 - (Baby) Turn on to Me / Soulful Love (US R&B #6)
- 1974 - Finally Got Myself Together (I'm a Changed Man) / I'll Always Be Here (US R&B #1)
- 1975 - Sooner or Later / Miracle Woman (US R&B #3)
- 1975 - Same Thing It Took / I'm So Glad (US R&B #3)

Soundtrack
- 1974 – Three the Hard Way

Samlingsalbum
- 1965 – Greatest Hits
- 1968 – The Best of the Impressions
- 1970 – The Best Impressions: Curtis, Sam & Fred
- 1971 – 16 Greatest Hits
- 1973 – Curtis Mayfield/His Early Years with the Impressions
- 1976 – Originals
- 1977 – The Vintage Years
- 1997 – The Very Best of the Impressions
- 2001 – Ultimate Collection